# أرسطكاس
أرِسْطَكَاس (335 قبل الميلاد) هو فيلسوف يوناني مشائي من تلاميذ أرسطو ومن علماء الموسيقى، عاش نحو أواسط القرن الرابع قبل الميلاد.
تناولت كتاباته الفلسفة والأخلاق والوسيقى، وأغلبها فُقدت إلا أطروحة موسيقية واحدة «عناصر الانسجام» غير مُكتملة.[بحاجة لمصدر] ذكره ابن النديم في الفهرست وقال أن له من الكتب: كتاب «الريموس» وكتاب «الإيقاع».

## الحياة
ولد أرسطكاس في تارانتو وكان ابن موسيقار اسمه سفينثرس. تعلم الموسيقى من والده، وبعدها تعلم من مدرسة الفيثاغورية، وأخيراً أصبح تلميذاً عند أرسطو.[بحاجة لمصدر]